# Gonzalo Jara
Gonzalo Alejandro Jara Reyes 29 d'agost de 1985 és un futbolista xilè, internacional amb la seva selecció.